# Felix Daels (apotheker)
Felix Paul Victor Daels (Diest, 9 maart 1877) was een Belgisch apotheker en hoogleraar.

## Levensloop
Daels liep school aan het College van Sint-Truiden en studeerde vervolgens aan de Rijksuniversiteit Gent (RUG), alwaar hij in 1901 afstudeerde als apotheker. In 1905 doctoreerde hij er in de scheikunde. Ook verbleef hij als vrije student aan de universiteiten van Parijs, Rijsel en Amsterdam, alsook aan het Instituut voor Gezondheidsleer te Hamburg. In 1906 ging hij aan de slag bij het ministerie van Gezondheid en Hygiëne, alsook als assistent aan de RUG. In 1908 werd hij hier benoemd tot docent en in 1911 werd hij er buitengewoon hoogleraar.
Daels werd vaak geconsulteerd als expert door het gerecht. In 1932 werd hij evenwel zelf voorwerp van onderzoek, waarbij het tot een zaak voor de correctionele rechtbank van Gent kwam. Daels werd door rector August Vermeylen beschuldigd van de verduistering van aanzienlijke bedragen ten nadelen van de RUG. In de loop van het proces bleek evenwel dat Daels ook valse expertisen had overgemaakt aan het gerecht, waarbij het tot veroordelingen was gekomen. Daels werd evenwel vrijgesproken, waartegen het Openbaar Ministerie zich verzette. Vervolgens kwam de zaak voor het Beroepshof. Daels werd aldaar (enkel) voor de verduistering veroordeeld.